# کیریتسوبو کویی
کیریتسوبو کویی (به ژاپنی: 桐壺更衣, Kiritsubo no Kōi)، یک شخصیت خیالی در داستان گنجی است. او مادر هیکارو گنجی شخصیت اصلی داستان است.
امپراتور علیرغم رتبه نسبتاً پایین‌تر، او را بر همه خانم‌های دیگرش ترجیح داد. او بیشتر از زمانی که به‌طور کلی «مناسب» در نظر گرفته می‌شد، با او می‌ماند و با توجه به نگرانی دربار برای درستی، این موضوع کاملاً رسواکننده بود. خانم‌های دیگر شروع به آزار و اذیت او کردند و او شروع به ضعیف شدن روحیه و بیمار شدن کرد. او سه سال پس از تولد هیکارو گنجی درگذشت. گنجی پس از مرگش مدام در پی پرکردن خلأ ناشی از این فقدان بود و با زنان مختلفی که بسیاری از آنها شبیه مادرش بودند، رابطه برقرار کرد.